# USS Enterprise (CVN-80)
«Энтерпрайз» (англ. Enterprise (CVN-80) — третий американский авианосец класса Джеральд Р. Форд, новейшего класса атомных авианосцев ВМФ США. Единственный авианосец этого класса, который не назван в честь человека. Он станет девятым военно-морским судном Соединенных Штатов и третьим авианосцем, носящим это имя, и должен войти в строй к 2028 году.

## Название
1 декабря 2012 г. во время видеообращения на церемонии вывода из состава флота корабля «Энтерпрайз» (CVN-65) тогдашний министр ВМС США Рэй Мабус объявил, что CVN-80 будет назван «Enterprise». Он будет девятым кораблём и третьим авианосцем в истории ВМС США, носящим это имя. CVN-80 также будет первым американским суперкораблем, который не будет назван в честь человека со времени введения в эксплуатацию «USS America» (CV-66) в 1966 г. В декабре 2016 года Рэй Мабус выбрал олимпийских золотых медалистов Кэти Ледеки и Симону Байлз спонсорами корабля.

## Строительство

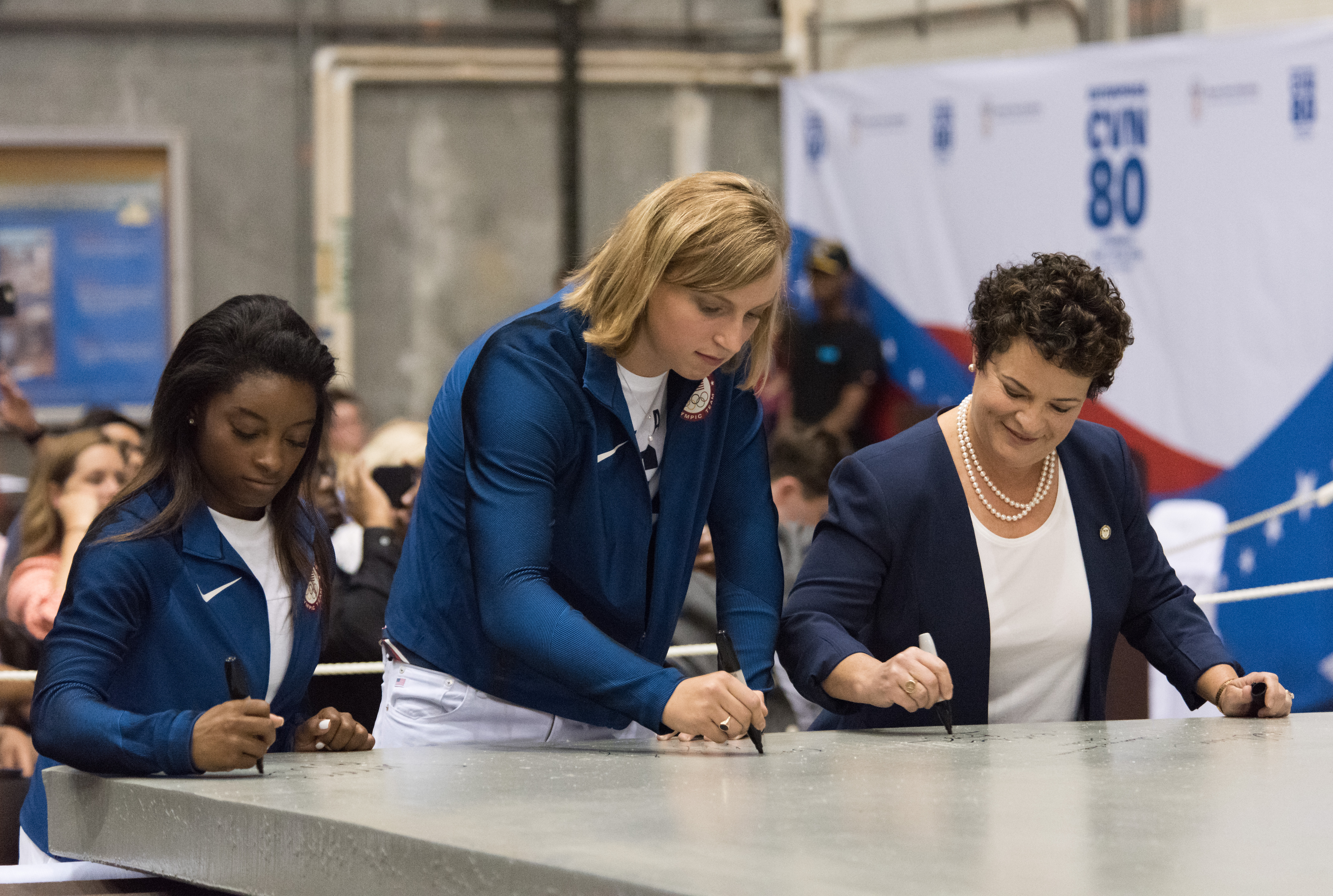
Олимпийские чемпионки Симона Байлз и Кэти Ледеки вместе с Дженнифер Бойкин подписывают 35-тонный стальной лист, который использовался для начала строительства «Энтерпрайза».

CVN-80 будет построен компанией Huntington Ingalls Industries в Ньюпорт-Ньюсе, штат Вирджиния. Начало активного строительства «Энтерпрайза» запланировано на 2018 год, а поставка — на 2025 год. Однако, в попытке уменьшить расходы, Исследовательская служба Конгресса США Департамент ВМС рассматривает возможность продления сроков строительства как «Джона Ф. Кеннеди»(CVN-79), так и «Энтерпрайза» на два года. В случае одобрения, корабль не будет введен в эксплуатацию до 2027 г. и не допустит одновременной эксплуатации 12 судов. Сталь от переработки CVN-65 будет использована для строительства CVN-80. Корабль должен заменить USS «Дуайт Д. Эйзенхауэр»(CVN-69). Церемония первой резки стали, ознаменовавшая начало изготовления компонентов корабля, была проведена 21 августа 2017 г. в присутствии спонсоров корабля Кэти Ледеки и Симоны Байлз. Строительство началось в 2018 г. до заключения контракта на детальное проектирование и строительство. Весной 2018 года кусок стали от предыдущего «Энтерпрайза» (CVN-65) был расплавлен и переделан в килевой лист для CVN-80.